# سانچیکو

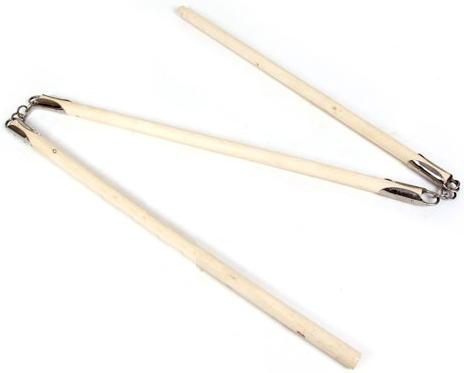
نمونه‌ای از سانچیکو

سان‌جی‌گوئن که در ایران به  سانچیکو معروف شده، (به چینی: 三节棍) نوعی سلاح سرد سنتی چینی است که از سه بازو (فک) هم‌اندازه تشکیل شده‌است. سانچیکو ارتقا یافته سلاح نانچیکو است. از آن جا که بازوها (فک) های این دو سلاح می‌توانند به دور یکدیگر بچرخند، نیرویی علاوه بر نیروی محرک دست رزمی‌کار به نام نیروی گریز از مرکز در سلاح به وجود می‌آید و همین نیروی اضافی می‌تواند ضربات مهلکی را به حریف وارد کند.

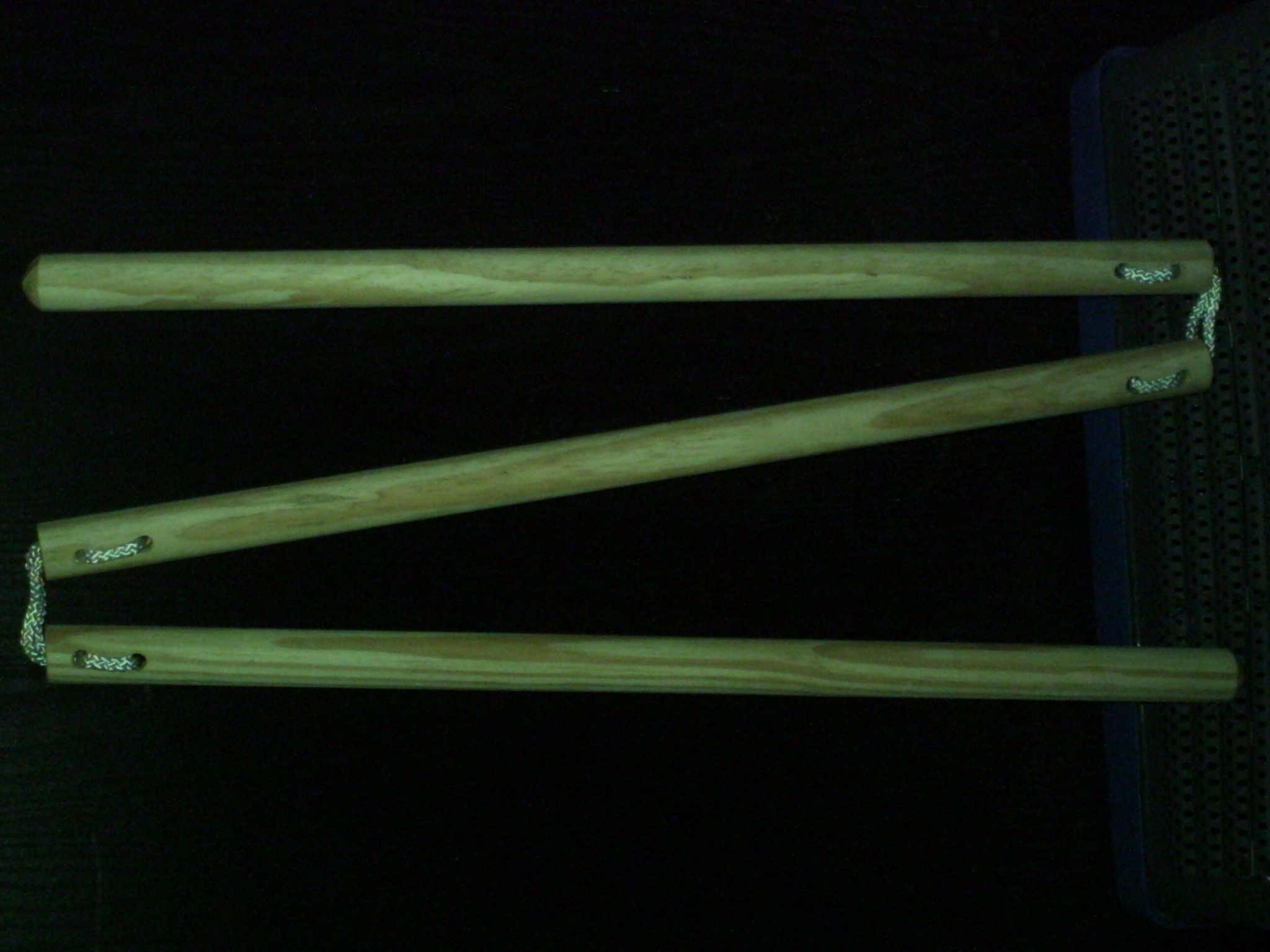
یک سانچیکو از جنس چوب

## ریشه
ریشه سلاح سانچیکو به کشور چین بازمی‌گردد که از آن به عنوان خرمن کوب در کارهای کشاورزی استفاده می‌کردند. سانچیکو تشکیل شده از سه قطعهٔ فلزی یا چوبی می‌باشد که به وسیله طناب یا زنجیر به یکدیگر متصل شده‌اند.

## پیشینه
اسناد معتبر تاریخی در مورد مخترع سانچیکو در دسترس نیست. بعضی‌ها می‌گویند که این سلاح الهام گرفته شده از چوب بامبویی بوده که به سه قسمت شکسته شده بود ولی تکه‌های آن به هم متصل مانده بود. با این حال برخی آن را به استاد سامبا در معبدِ هانون و برخی به چائوهانگ که اولین امپراتور سانگ دینستی بود نسبت می‌دهند.

## ویژگی‌ها
قبلاً سلاح سانچیکو را از چوب‌های بامبو می‌ساختند که به وسیله کنف یا چرم اسب به هم وصل می‌شدند. اما امروزه آن را با چوب، پلاستیک فشرده شده، آلومینیوم و … می‌سازند. اندازه بازو (فک) ۶۰ تا ۷۰ سانتی‌متری آن طرفداران بیشتری نسبت به سایر اندازه‌ها دارد. قطر سانچیکو حدود ۳ سانتی‌متر است. طول رابط هر مفصل تقریباً ۱۲ تا ۱۳ سانتی‌متر است. طول کل سلاح به اندازه طول سلاح چوب بلند (گوئن) می‌باشد.

## نقاط قوت
اکثر حرکات آن مشابه حرکات کار با چوب است، مثل چرخاندن بالای سر، حرکات هلیکوپتری و همچنین چرخش پشت کمر و روی گردن. به همین جهت بیشتر حرکات سلاح را می‌توان با چوب هم انجام داد. همچنین حرکات مشابهی با نانچیکو دارد.
از سه تکه سلاح برای فواصل بلند، و با مهار یک تکه و استفادهٔ دو تکهٔ سلاح برای فواصل متوسط (سانچیکو در برد متوسط) و با مهار دو تکه و استفادهٔ یک تکهٔ سلاح برای فواصل کوتاه (سانچیکو در برد کوتاه) استفاده می‌شود.
با سانچیکو می‌توان حریف را خلع سلاح کرد، یا او را چرخاند یا از خود در برابر حریف دفاع کرد. با استفاده از زنجیر سلاح می‌توان سلاح‌های دیگر یا دست مهاجم را گیر انداخت و با استفاده از تکنیک‌های فشار حریف را وادار به تسلیم شدن کرد.
یکی از مهم‌ترین کابردهای سانچیکو دفاع کوتاه برد در برابر سلاح‌های بلند نظیر چوب بو یا شمشیر است که می‌توان با کمک یک بازوها یا زنجیر میان دو بازو سلاح را مهار و قفل کرد و با بازوی دیگر به مهاجم حمله کرد.
از جمله مهم‌ترین کاربردهای آن در زمان قدیم زمانی بوده‌است که مبارزین بر روی اسب قرار داشتند و طول زیاد سلاح باعث می‌شد که بهرین کارایی را داشته باشد و از طرفی زمانی بود که شخص مبارز در حال فرار بوده و حریف از آن جهت انداختن اسب استفاده می‌کرده‌است؛ به این صورت که آن را طوری پرتاب می‌کردند که دور پای اسب حلقه می‌شد و اسب به زمین‌می‌خورد.

## نقاط ضعف
از جمله مهم‌ترین نقطه ضعف‌های سانچیکو می‌توان به سختی کنترل آن اشاره کرد. کاربرد آن در طول میانی با بلند آن و هنگام اصابت ضربه به حریف، باعث چرخش بازوها به سمت خود فرد خواهد شد. به همین جهت استادان رزمی باید زمان زیادی را به کنترل و بکارگیری آن اختصاص دهند. با توجه به نسبت طول زنجیر به بازوها، سانچیکو از سلاح‌هایی که دارای انعطاف بالاتری هستند (مانند زنجیر) راحت‌تر کنترل می‌شود. در زمان استفاده از سانچیکو در برد کوتاه نیازی به کنترل خاصی نیست زیرا دو فک سلاح از قبل مهار شده‌اند و همچنین سانچیکو در برد متوسط تقریباً مانند نانچیکو کنترل می‌شود چون تنها دو فک آزاد دارد.

## نوع سلاح
هر چند که با کمک بازوهای تاشو، این سلاح را می‌توان در مقابل سواره نظام یا افرادی که در پناه مانع قرار گرفته‌اند به کار برد، اما نداشتن لبه‌های تیز و تیغه، باعث شده تا آن را با عنوان یک سلاح دفاعی مطرح کنند.